# تمبول
تمبول هي مدينة ريفية جميلة تقع في شرق ولاية الجزيرة، السودان. تضم أكثر من 200 قرية صغيرة وكبيرة. يبلغ عدد سكانها حوالي 120 ألف نسمة.

## المقاطعات والقرى
- حداف
- فاتحة
- ودالفضل
- السدارنة
- الطندب
- ودابشام
- كريعات.
- حلة الحسين
- مكنون
- عدالغباش.
- ودالحسين
- البلياب
- السروفاب.

## الأحياء
الأحياء الرئيسية هي:
- السروراب
- الشقالو
- العيشاب
- العقدة
- حي الاستقلال.

## لمحة

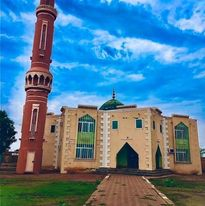
مسجد الشهيد

تحتوي تمبول على ثالث أكبر سوق تجاري في ولاية الجزيرة ومستشفى تعليمي تابع ل جامعة الجزيرة وكلية الطب البيطري جامعة البطانة وكلية المعرفة للعلوم والتكنولوجيا التى تشمل برنامج التمريض والمختبرات الطبية بدرجة البكالاريوس وفرع من جامعة امدرمان الاسلامية يضم كلية التمريض واصول الدين والشريعة والقانون وادارة الاعمال ومستشفى بيطري يعتبر الأول من نوعه في السودان وعدد من المراكز الصحية وعدد من مدارس التعليم الإبتدائية والثانوية و مركز متكامل لغسيل الكلى ومسيد وخلاوي الشيخ بابكر لتحفيظ القرآن الكريم وعدد من المساجد والزوايا .
لديها أكبر أسواق الإبل والمواشي في السودان وهي من المناطق الاستراتيجية لربطها بين إقليم شرق السودان عبر طريق تمبول حلفا وإقليم الوسط تمبول الخرطوم وبذلك تشكل أهمية إقتصادية كبيرة للبلاد وتمر من خلالها قنوات الري والمياه والخدمات والكهرباء من وإلى مشروع الجزيرة..

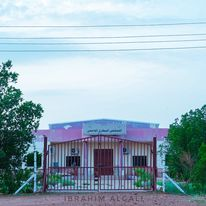

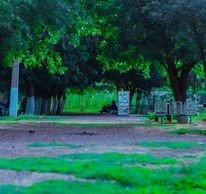
كلية الطب البيطري

## المناخ
أرض زراعية وبيئة خصبة للمشاريع والمحاصيل المطرية و لكن في سوق الخضروات فانها تعتمد بصورة زاتية على الانتاج المحلي ، انها تشمل سهول البطانة العشبية الخضراء الممتدة الى اقيلم السافنا الفقيرة التي تعتبر من افضل المناطق الرعوية.